# アジア・トゥデイ
『アジア・トゥデイ』（Asia Today）は、BBCが制作したアジアのニュース番組で、2003年から2011年にかけて、アジアの朝の時間帯にBBCワールドニュースで放送された。以前はアジア太平洋、南アジア、中東でのみ視聴可能だったが、2010年2月1日から改訂され、世界中で放映された。シンガポール・CBDにあるBBCのシンガポール支局に移される前は、BBCのロンドンのスタジオから放送されていた。主なプレゼンターは、シャランジット・レイルとリコ・ヒゾン（月～金曜日）だった。この日刊時事番組は、アジア全域の視聴者を対象としており、BBCの特派員からの詳細なリポートと有力者へのインタビューが含まれていた。生放送が2回行われ、平日は2回放送され、合計4回の放送が行われた。その後、『ニュースデイ』に組み込まれた。